# Финштедт
Финштедт (нем. Fienstedt) — община в Германии, в земле Саксония-Анхальт. 
Входит в состав района Заале. Подчиняется управлению Вестлихер Залькрайс.  Население составляет 236 человек (на 31 декабря 2006 года). Занимает площадь 8,52 км².